# Издан
Издани или аквифер су геолошке средине које су потпуно или делимично засићене слободним подземним водама, које се формирају инфилтрацијом површинских вода или вода насталих од атмосферских талога. Формирају се изнад водонепропусне подлоге која успорава њихово кретање и омогућава акумулацију слободних подземних вода. Горња граница издани, слободни ниво издани, је варијабилна (колебљива) и зависи од својстава стена да акумулирају, односно да одају подземне воде. Издани са слободним нивоом формирају се на водонепропусним стенама у растреситим, најчешће квартарним и неогеним седиментима, али и у испуцалим и красификованим геолошким срединама. Имају широко распрострањење у природи. У зонама аерације могу да се јаве мање акумулације подземних вода на сочивима или прослојцима непропусних стена, када се формира лебдећа, или лажна, издан.
Поред издани са слободним нивоом, постоје и издани са нивоом под притиском, тзв. артеске издани. Добили су назив по провинцији Artois у Француској, где је још 1126. године бушењем изведен бунар из кога је добијена вода из слојева који су се налазили између водонепропусне подине и повлате под хидростатичким притиском. С обзиром да се водоносна средина, потпуно засићена подземним водама, налази између подинског и повлатног водонепропусног слоја, под хидростатичким притиском, код ових издани изостаје зона аерације. Артеске издани се најчешће јављају у геолошким структурама типа синклинала, флексура и моноклинала. 

## Издани према геолошкој средини
У истој геолошкој средини, где водоносни слојеви избијају на површину терена, може да се јави издан са слободним нивоом или фреатска издан, а на хипсометријски нижем нивоу артеска издан. Понирање атмосферских, површинских и подземних вода и њихово доспевање у артеску водоносну средину, врши се ван њених граница (спољна област храњења) у деловима терена где водоносна средина избија на површину терена. 
У зависности од геолошких и хидрогеолошких карактеристика терена, изданске воде (зоне засићења слободним подземним водама) могу бити
- збијене или континуалне
- разбијене или дисконтинуалне.

### Издани збијеног типа
Издани збијеног типа карактерише повезаност изданске воде у границама њеног распрострањења, што је условљено међузрнском порозношћу водоносне средине.

### Издани разбијеног типа
Издани разбијеног типа јављају се у стенама са пукотинском и кавернозном порозношћу. Карактерише их дисконтинуалност изданске зоне, односно зоне засићења слободним подземним водама.

## Врсте издани према хидрогеолошкој структури
Формирање одређеног типа воде врши се највећим делом кроз сложене геохемијске процесе, тако да је коначан састав воде у извору највећим делом последица интеракције вода-стена. Прелаз хемијских елемената из стена у воду зависи и од времена трајања интеракције, па се у сложеним хидрогеолошким структурама у оквиру истих стена региструју воде различитог састава.

### Пукотинске издани
Формирају у чврстим (магматским, седиментним и метаморфним) стенским масама, без обзира на њихову генезу. Водопропусност ових стена зависи пре свега од карактера и размера пукотина, кроз које се кретање подземних вода потчињава закону линеарне филтрације гравитационим путем. Кретање подземних вода може бити усмерено и ка површини Земље, уколико се оне у изданима налазе под хидростатичким притиском, нарочито израженим на пресецима различитих пукотина. Ови притисци могу бити везани и за еманацију гасова и за температуре веће од 100°C, што је карактеристично за активне или релативно угашене вулканске области.
У датој хидрогеолошкој структури обично преовлађује једна врста аквифера (водоносни слој), па геохемијска анализа неке минералне воде може указати на аквифер, у коме је акумулирано лежиште воде. Под хидрогеолошком структуром се подразумева геолошко тело са водом, у оквиру чијих граница је непроменљив карактер расподеле подземне воде у стенама, услов формирања ресурса и њиховог састава.
У датој хидрогеолошкој структури обично преовлађује једна врста аквифера (водоносни слој), па геохемијска анализа неке воде може указати на аквифер, у коме је акумулирано лежиште воде.

### Крашке издани
Представљају дисконтинуалне акумулације подземних вода, формиране у међусобно повезаним пукотинама, кавернама и каналима. Значајан број, различите димензије и међусобна повезаност пукотина у красу омогућава велику водопропусност, нарочито површинских зона, релативно брзо формирање издани, али исто тако и њено пражњење. Стога су у овим теренима енормно изражене амплитуде нивоа подземних вода које су у директној зависности од количине падавина. Реакција издани у том смислу на појединим локалитетима дешава се већ у року од неколико сати после значајнијих падавина. У холокрасу Динарида, Цвијић издваја три хидрографске зоне изданских вода, које су последица еволуције крашког процеса. Сува зона, која се налази непосредно испод површине терена, обилује празним пукотинама, кавернама и каналима. Нижа, прелазна зона, се одликује повременим или сталним хидрографским појавама. У периодима интензивних падавина, услед успореног понирања, у овој зони долази до формирања подземних токова и настанка повремених извора. Доња, стално влажна зона, се налази испод нивоа крашких депресија и у њој се дешава сифонална циркулација подземне воде у красу.